# Nhật ký chú bé nhút nhát
Nhật ký chú bé nhút nhát (Tiếng Anh: Diary of a Wimpy Kid) là một bộ tiểu thuyết của tác giả Jeff Kinney, được nhen nhóm ý tưởng vào năm 1998 và sau đó 6 năm phiên bản đầu tiên đã được ra đời. Nội dung chủ yếu kể về cuộc sống xoay quanh cậu bé nhân vật chính Greg Heffley cùng những cảm xúc của cậu. Hiện tại cuốn sách đã xuất bản được 22 tập tại Việt Nam, bao gồm 19 cuốn chính dưới góc nhìn của Greg Heffley và 3 cuốn Nhật ký cậu bé siêu thân thiện viết dưới góc nhìn của Rowley Jefferson.

## Các nhân vật chính:
Greg Heffley: nhân vật chính của toàn câu chuyện đồng thời cũng là chủ nhân của quyển nhật ký.
Frank Heffley: cha của Greg Heffley.
Susan Heffley: mẹ của Greg.
Rodrick Heffley: anh trai của Greg.
Manny Heffley: cậu em trai phiền phức của Greg.
Rowley Jefferson: bạn thân nhất của Greg.
Holly Hills: người con gái trong lớp mà Greg mê.

## Nhật ký chú bé nhút nhát
- Nhật ký chú bé nhút nhát <tập 1>(tiếng Anh: Diary of a Wimpy Kid): tập đầu tiên của series tiểu thuyết, mở đầu cho việc giới thiệu cuộc sống của Greg Heffley. Cậu nhận ra rằng làm một cậu nhóc là vô cùng phiền toái. Cậu bị mắc kẹt ở trường trung học nơi mà những đứa trẻ yếu ớt lúc nào cũng phải đi chung hành lang với một lũ những đứa to con hơn, nhưng kém cỏi hơn và rất khó chơi. Mục đích của cậu để viết cuốn hồi ký này chính là để sau này khi trở nên nổi tiếng cậu có thể sử dụng chính quyển hồi ký này để tạo nên sách và những bài báo về chính mình.
- Nhật ký chú bé nhút nhát: Luật của Rodrick<tập 2> (tiếng Anh: Diary of a Wimpy Kid: Rodrick Rules): tiếp nối tập 1, nhân vật chính vẫn là Greg và anh trai câu Rodrick. Câu chuyện tiếp tục bằng việc Greg được nghỉ hè. Nhưng thật không may cho Greg, ông anh trai của cậu Rodrick đã biết tất cả những tai nạn mà cậu muốn giấu nhẹm đi khi bắt đầu năm học. Từ đó, cậu bị đe dọa và bị sai vặt bởi Rodrick. Nhưng nhũng điều đó đã giúp cậu và anh trai trở nên thân thiết hơn.
- Nhật ký chú bé nhút nhát: Giọt nước tràn ly<tập 3> (tiếng Anh: Diary of a Wimpy Kid: The Last Straw): Tiếp nối series câu chuyện, nhân vật chính trong phần này chính là Greg và bố của cậu, Frank Heffley. Trong khi bố cậu muốn cậu trở nên mạnh mẽ hơn, nam tính hơn và tham gia vào các hoạt động ngoài trời nhiều hơn, thì Greg chỉ muốn nằm nhà và chỉ muốn một mình. Chính vì thế, ông Frank Heffley đã dọa sẽ cho Greg vào tại một trường quân sự tên Spag Union để tiếp tục việc học, điều này khiến cậu trở nên sợ hãi và bắt đầu những hành động cũng như công việc nhằm tránh đi việc này. Cuối cùng mặc dù nhiều điều rắc rối xảy ra với nguyên nhân chính là Greg, nhưng khi cậu cứu bố khỏi biểu diễn trước em bé Seth trong bữa tiệc của gia đình Snella, bố cậu đã rất vui vì cau và cho cậu học ở lại trường.
- Nhật ký chú bé nhút nhát: Mùa hè tuyệt vời <tập 4>(tiếng Anh: Diary of a Wimpy Kid: Dog Days): đây là tập thứ tư của serries, mùa hè đã bắt đầu, và Greg chỉ muốn nằm nhà, chơi điện tử với rèm cửa đóng kín. Cậu tự cho rằng mình là kiểu người thích ở trong nhà và không quan tâm đến những hoạt động thú vị khác của mùa hè như đi dã ngoại, đi bể bơi cùng bạn bè. Cậu sống không trách nhiệm, không quy tắc. Nhưng bố của Greg, Frank Heffley lại có nhìn nhận khác, và ông cho rằng đây chính là mùa của hoạt động ngoài trời cùng gia đình. Chính từ sự xung đột ý kiến này đã xảy ra mâu thuẫn và xung đột. Cuối cùng, Greg cũng đã thay đổi suy nghĩ của mình.
- Nhật ký chú bé nhút nhát: Sự thật phũ phàng <tập 5>(tiếng Anh: Diary of a Wimpy Kid: The Ugly Truth): Greg Heffley của câu chuyện trong phần này luôn nôn nóng để trở thành một người lớn, nhưng liệu nó có thực sự đáng mong chờ? Bỗng dưng giờ đây, cậu phải đối mặt với áp lực khủng khiếp của những bữa tiệc nam nữ, người lớn, sống có trách nhiệm hơn và đồng thời những biểu hiện kì quặc của tuổi dậy thì bắt đầu xuất hiện và ngay bây giờ, người bạn thân thiết của cậu Rowley Jefferson không có bên cạnh cậu. Giờ đây, cậu phải đối mặt với mọi thứ một mình. Cuối cùng thì cậu đã vượt qua được và bạn thân Rowley đã lại làm bạn với cậu lại.
- Nhật ký chú bé nhút nhát: Mắc kẹt <tập 6>(tiếng Anh: Diary of a Wimpy Kid: Cabin Fever): Trong phần 6 này Greg đã vướng phải một rắc rối vô cùng lớn. Tại thời điểm này tài sản của trường đã bị hủy hoại, và Greg chính là người bị nghi ngờ. Mặc dù sự thật là cậu ta vô tội nhưng không ai có thể giúp cậu. Chính tại thời điểm này khi mà mọi thứ như rối tung lên thì một trận bão tuyết bất ngờ ập đến, gia đình Heffley bị mắc kẹt trong nhà. Greg biết rằng khi kết thúc cơn bão tuyết thì cậu cũng phải chịu trách nhiệm vì những việc mình gây ra, nhưng theo cậu thì nó không thể nào tồi tệ bằng việc mắc kẹt trong nhà cùng với gia đình trong kì nghỉ lễ Giáng sinh. Sau cùng, Greg vô tội và cậu thậm chí còn trở thành anh hùng.
- Nhật ký chú bé nhút nhát: Kỳ đà cản mũi <tập 7>(tiếng Anh: Diary of a Wimpy Kid: The Third Wheel): Tình yêu đang ngập tràn khắp mọi nơi, nhưng điều đó vẫn không hề ảnh hưởng tới Greg Heffley. Valentine đang đến gần, và buổi vũ hội của trường cũng sắp được tổ chức. Tuy nhiên mặc dù không quan tâm nhưng điều này khiến thế giới của Greg như đảo lộn hoàn toàn. Cậu phải khốn khổ tìm một cô bạn gái để hẹn hò vì cậu lo sợ rằng mình sẽ bị bỏ rơi trong buổi tối trọng đại ấy. Cậu bạn Rowley của cậu ta cũng chẳng khá hơn là bao, cũng không thể tìm ai đi cùng. Mặc dù vậy, một cách bất ngờ đã khiến Greg tìm được một người bạn nhảy cho vũ hội này và Rowley lúc này đã bị bỏ rơi. Chính vì thế đã có rất nhiều điều xảy ra vào buổi tối đó, và Rowley mặc dù là kì đà cản mũi, nhưng lại là người tìm được may mắn trong tình yêu khi thành cặp đôi với cô bạn nhảy của Greg.
- Nhật ký chú bé nhút nhát: Thánh nhọ <tập 8>(tiếng Anh: Diary of a Wimpy Kid: Hard Luck): Greg gặp phải những chuyện không may mắn liên tục. Rowley Jefferson đã có một cô bạn gái và bỏ rơi cậu, và để có thể tìm được một người bạn mới cho mình đã nhiệm vụ vô cùng khó khăn và gian nan với Greg. Để có thể thay đổi điều này, Greg quyết định tin vào may rủi, dung một vòng quay xúc xắc để hoán chuyển và cố gắng giải quyết mọi thứ. Tuy nhiên cuộc sống của Greg lại tiếp tục đảo lộn với thêm nhiều tình tiết mới khiến cậu chóng mặt. Cuối cùng mọi thứ trở lại như cũ, khiến cho cậu trưởng thành hơn.
- Nhật ký chú bé nhút nhát: Kỳ nghỉ thảm khốc <tập 9>(tiếng Anh: Diary of a Wimpy Kid: The Long Haul): Gia đình Heffley có một kỳ nghỉ đầy hứa hẹn.Tuy vậy, Greg và gia đình của cậu liên tục gặp những rắc rối oái oăm như: một con lợn con luôn luôn khùng lên cắn cả vào tay cậu, hay một gia đình khác luôn luôn làm nhà Heffley sợ hãi vì Greg mắng con của họ,... Vào đoạn cuối của chuyến đi, mẹ tuyên bố là phần còn lại của chuyến đi sẽ giống như cuốn sách" Lựa chọn cuộc phiêu lưu của riêng bạn". Kỳ nghỉ tuy tệ hại nhưng nó khiến Greg và gia đình không thể quên được.
- Nhật ký chú bé nhút nhát: Những ngày không quên <tập 10>(tiếng Anh: Diary of a Wimpy Kid: Old School): Greg nói về chuyện mẹ cậu ấy không thích đồ công nghệ và smartphone, vì thế nên mẹ cậu, Susan đề nghị 1 tuần không đồ điện tử. Để lẩn tránh việc bị bố cậu mắng vì làm hỏng xe, cậu tham gia chuyến tham quan đến nông trại Hardscrabble. Ở đó, cậu được nghe câu chuyện về Silas Cào Sột Soạt, kể về người nông dân bị đuổi khỏi nông trại, sống trong rừng, ăn ốc sên và quả mọng để sống. Sau đó, ông ta phát điên và móng tay cứ thế dài ra. Nhưng hóa ra bố cậu, Frank là người lan truyền tin đồn do muốn bảo vệ nhà vệ sinh riêng của mình. Sau đó, Greg ngồi trên xe của Frank và giơ lên một tấm bảng ghi: "Cẩn thận với Silas Cào Sột Soạt nhé!" với đám học sinh của trường khác.
- Nhật ký chú bé nhút nhát: Cược gấp đôi <tập 11>(tiếng Anh: Diary of a Wimpy Kid: Double Down): Greg nói về việc cậu ấy nghĩ đời của mình như trong một chương trình TV thực tế và mọi người trong nhà là diễn viên. Sau đó, mẹ cậu Susan cho cậu tiền, nhưng mẹ cậu thấy thất vọng vì cậu chỉ mua đồ chơi, chứ không mua sách, mà lát sau cậu ấy đổi hết số đồ chơi cho mấy cuốn Spineticklers. Do muốn kẹo nên cậu tham gia cuộc thi thả bóng bay, với giải thưởng là một hũ kẹo ngô. Maddox là người nhặt được bóng bay, và sau đó Greg phát hiện ra rằng mẹ của Maddox không cho cậu chơi điện tử. Sau đó, Greg tham gia vào một ban nhạc để tham gia vào một bữa tiệc Halloween, dùng kèn săn. Nhưng cậu không được mời do người tổ chức chỉ mời ban nhạc sáo gỗ vào bữa tiệc. Greg lại cùng Rowley tham gia vào bữa tiệc như quái vật 2 đầu, do Rowley tham gia vào ban nhạc sáo gỗ. Sau đó, Greg tìm thấy một gói kẹo Halloween bị giấu, và nghĩ ra ý tưởng làm phim kinh dị về giun. Sau đó, bộ phim bị đàn ngỗng phá hoại, và Rowley sau đó nổi tiếng
- Nhật ký chú bé nhút nhát: Chuyến đi bão táp <tập 12>(tiếng Anh: Diary of a Wimpy Kid: The Getaway): Giáng sinh đang đến, và việc phải trang trí khiến cho gia đình Heffley rất mệt mỏi, căng thẳng. Nên vậy, gia đình Heffely quyết định sẽ đến một hòn đảo tên Isla de Corales. Mặc dù cậu không muốn đón giáng sinh ấm áp tại nhà hơn nhưng mọi người còn lại đều muốn đi nên cậu đành đi theo. Đường phố vào ngày giáng sinh chắc chắn sẽ chật, nên mất rất lâu gia đình Heffley mới đến cổng, tưởng chùng họ đã bị trễ, nhưng chuyễn bay đã muộn giờ bởi thời tiết xấu, nó cũng bị hoãn thêm 2 lần khiến họ giận. May là khi đến nơi, cơn giận đã được dịu xuống. Nhưng họ đã có một chuyến đi bét bát khi bị ánh nắng thiêu đốt, tào tháo đuổi, và kinh dị nhất là lũ quái vật xuất hiện. Thậm chí khi họ rời khỏi đó, họ dã bị xung danh một tội đồ.